# تكون البويضة
تكون البويضة أو تكوين البويضة أو التبويض هو تخلق البويضة (الخلية البيضية). وهو النمط الأنثوي من عملية تكوين الجاميتات، والتي يعادلها في الذكر تكوين الحيوانات المنوية. وهي تشمل تطور المراحل المختلفة للبويضة غير الناضجة.

## تكوين البويضات عند الإنسان

### تكوين البويضات
تبدأ عملية تكوين البويضات بعملية تطوير البويضات الأولية والتي تحدث عن طريق تحويل البويضات إلى بويضات أولية، وهي العملية التي تسمى تكوين البويضات. من بويضة واحدة ستنمو بويضة ناضجة واحدة فقط، مع ثلاث خلايا أخرى تسمى الأجسام القطبية. تكتمل عملية تكوين البويضات إما قبل الولادة أو بعدها بفترة وجيزة.

#### عدد البويضات الأولية
من المعتقد عمومًا أنه عند اكتمال عملية تكوين البويضات، لا يتم إنشاء أي بويضات أولية إضافية، على عكس عملية تكوين الحيوانات المنوية لدى الذكور، حيث يتم إنشاء الأمشاج بشكل مستمر. بعبارة أخرى، تصل البويضات الأولية إلى أقصى نمو لها في حوالي 20 أسبوعًا من عمر الحمل، عندما يتم إنشاء ما يقرب من سبعة ملايين بويضة أولية؛ ومع ذلك، عند الولادة، انخفض هذا العدد بالفعل إلى ما يقرب من 1-2 مليون لكل مبيض. عند البلوغ، ينخفض عدد البويضات أكثر ليصل إلى حوالي 60.000 إلى 80.000 لكل مبيض، وسيتم إنتاج حوالي 500 بويضة ناضجة فقط خلال حياة المرأة، وستخضع الباقي للضمور (التنكس). تحدت دراستان علميتان الاعتقاد القائل بأن عددًا محدودًا من البويضات يتم تحديده حول وقت تكوين الولادة في مبايض الثدييات البالغة عن طريق الخلايا الجرثومية المفترضة في نخاع العظم والدم المحيطي. وقد تم الإبلاغ عن تجدد بصيلات المبيض من الخلايا الجذعية الجرثومية (الناشئة عن نخاع العظام والدم المحيطي) في مبيض الفأر بعد الولادة. وعلى النقيض من ذلك لا تشير قياسات ساعة الحمض النووي إلى استمرار عملية التبويض أثناء حياة الإناث من البشر. وبالتالي هناك حاجة إلى المزيد من التجارب لتحديد الديناميكيات الحقيقية لتكوين البصيلات الصغيرة.

### تكوين البيض
تحدث المرحلة التالية من تكوين البويضة عندما تتطور البويضة الأولية إلى بويضة. ويتحقق ذلك من خلال عملية الانقسام المنصف. في الواقع، البويضة الأولية هي، وفقًا لتعريفها البيولوجي، خلية وظيفتها الأساسية هي الانقسام من خلال عملية الانقسام المنصف.

## روابط خارجية
- Reproductive Physiology